# Cindy Kat
Os Cindy Kat são uma banda portuguesa que surgiu alguns anos antes do seu álbum de estreia em 2006, quando Paulo Abelho (Sétima Legião, Golpe de Estado) e João Eleutério (Comboio Fantasma, BCN) se juntaram para compor bandas sonoras para teatro e eventos culturais num estúdio comum a ambos. O nome Cindy Kat surgiu com o passar do tempo.
A entrada na banda de Pedro Oliveira, vocalista dos Sétima Legião (uma banda que fez história na música portuguesa), só surgiu quando foram convidados para uma apresentação ao vivo do seu trabalho na discoteca Frágil, em Lisboa. A partir daí, o entusiasmo de Pedro Oliveira levou-o a criar uma versão de 'Glória', o primeiro tema editado pelos Sétima Legião, e a querer colaborar activamente nos Cindy Kat. O single de estreia, 'Polaroide', chegou em 2006 aos portugueses.
O primeiro album dos "Cindy Kat" conta com a participação de convidados muito especiais e surpreendentes. Gomo dá voz a "Distância". JP Simões protagoniza um dos momentos altos deste "Cindy Kat", com o tema "Míudo" a que deu letra e uma interpretação brilhante. Sam (General D, MDA) dá voz e letra a duas canções "Nova Convention" e "Fix My Phaser". Outro dos temas é "A Saída" com Pedro Abrunhosa).
A produção do álbum Cindy Kat Vol.1
esteve a cargo dos próprios Cindy Kat e de Tiago Lopes, que trabalha há vários anos em projectos como Rodrigo Leão e Golpe de Estado.
Em Outubro de 2013 é lançado o segundo álbum do grupo. Gomo é um dos convidados do disco.

## Discografia
- Cindy Kat Vol.1 (Lisboa, Universal Music Portugal, 2006)[4]
- Cindy Kat (2013)